# Tetrapturus
Tetrapturus è un genere di pesci ossei marini appartenenti alla famiglia Istiophoridae. I membri, assieme a quelli del genere Makaira sono noti in italiano come marlin.

## Distribuzione e habitat
Questo genere è presente in tutti gli oceani nelle fasce tropicali e subtropicali. Nel Mar Mediterraneo sono presenti le specie T. belone, T. albidus e, molto rara, T. georgii.
Sono pesci pelagici, forti nuotatori.

## Specie
- Tetrapturus angustirostris
- Tetrapturus audax
- Tetrapturus belone
- Tetrapturus georgii
- Tetrapturus pfluegeri

## Tassonomia
Le specie Tetrapturus albidus e T. audax sono da alcuni ittiologi state spostate al genere Kajikia.